# Хван Сок Хо
Хван Сок Хо (кор. 황석호; родился 27 июня 1989 года, Чхонджу, Южная Корея) — южнокорейский футболист, защитник китайского клуба «Тяньцзинь Тэда».

## Карьера

### Клубная
Воспитанник университета Тэгу. Первым профессиональным клубом Хван Сок Хо стал японский «Санфречче Хиросима». Защитник дебютировал в команде 24 марта 2012 года в матче против «Касима Антлерс», заменив на 85-й минуте встречи Сатору Ямагиси. В 2015 году Хван перешёл в «Касима Антлерс».

### В сборной
Хван Сок Хо в составе олимпийской сборной Южной Кореи участвовал в олимпийском футбольном турнире 2012, где сыграл все 6 матчей и завоевал вместе с командой бронзовые медали. С 2012 по 2014 годы Хван выступал за национальную сборную Южной Кореи, в составе которой сыграл 4 матча. Сыграл один матч на чемпионате мира 2014 года.

## Достижения
- Бронзовый призёр летних Олимпийских игр (1): 2012